# Corseyard Farm

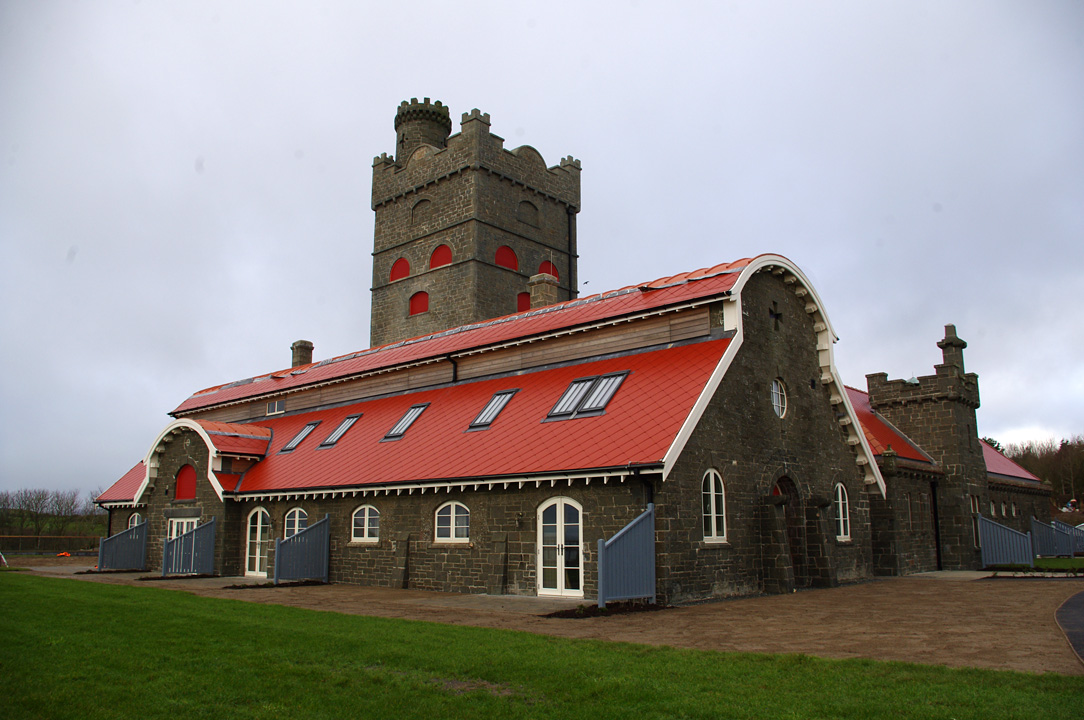
Corseyard Farm; Blick von Südosten

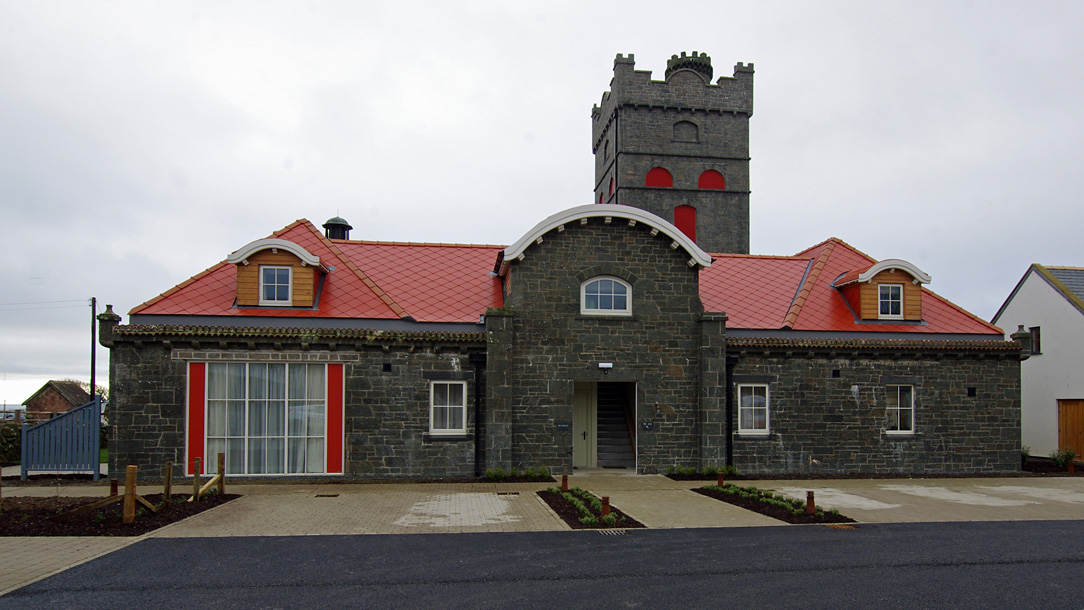
Nordfassade

Die Corseyard Farm ist ein Bauernhof zur Haltung von Milchvieh in der schottischen Ortschaft Borgue in der Council Area Dumfries and Galloway. 1981 wurde das Bauwerk in die schottischen Denkmallisten in der höchsten Denkmalkategorie A aufgenommen.

## Geschichte
Bauherr war James Brown, ein wohlhabender Kaufmann aus dem englischen Manchester, der sich auf dem Anwesen von Knockbrex House im nahegelegenen Weiler Knockbrex zur Ruhe setzte. Brown beauftragte wahrscheinlich den englischen Architekten George Harry Higginbottom mit der Planung. Der Bauernhof wurde zwischen 1911 und 1914 als moderne Modellanlage errichtet. 1991 wurde der zwischenzeitlich leerstehende Bauernhof in das schottische Register für gefährdete denkmalgeschützte Bauwerke aufgenommen. Der Zustand der Bausubstanz verschlechterte sich in der Folgezeit zusehends und wurde zuletzt 2014 als sehr schlecht, jedoch bei geringer Gefährdung eingestuft. Nachdem ein Käufer gefunden wurde, begannen im März 2015 Restaurierungsarbeiten.

## Beschreibung
Die Anlage liegt rund vier Kilometer westlich von Borgue unweit des Ostufers der Wigtown Bay, einer Nebenbucht des Solway Firth. Stilistisch vereint das Bauwerk Motive verschiedener Strömungen, unter anderem neogotische Details sowie Anleihen aus der Arts-and-Crafts-Bewegung und dem Jugendstil. Der Hof besteht aus einer Molkerei, Stallungen, Scheune sowie einem sechsstöckigen Turm. Der Turm ragt im Stile eines Campanile neben der Molkerei auf. Ursprünglich war er als Wasserturm konzipiert mit zusätzlichem Stauraum für Getreide, wurde jedoch schon nach wenigen Betriebsjahren anderweitig genutzt. Der Turm weist einen quadratischen Grundriss auf. Die Stockwerke besitzen unterschiedliche Höhen und sind teils mit Parkettböden versehen. Im dritten Geschoss ist ein Kamin installiert. Hervorzuheben sind die aufwändigen Holzarbeiten am Eingangsportal. Entlang der Fassaden sind sowohl Segmentbogenfenster als auch rechteckige Fenster verbaut.
Die vorgelagerte Molkerei ist auffällig gestaltet. Das sechs Achsen weite Gebäude ist mit Seitenschiffen und Obergaden gearbeitet. Es führen drei Rundbogenportale mit Schlusssteinen ins Innere. Wie auch am Turm schließen die Fensteröffnungen mit Segment- oder Rundbögen. Das Dach ist mit roten Asbestziegeln eingedeckt. Im Gebäudeinneren sind Terrakottaböden, dekorative Holzarbeiten sowie Glasarbeiten im Jugendstil zu finden.